# Михаїл (Бздель)
Митрополи́т Михаї́л Бзде́ль (21 липня 1930, Вішарт, Саскачеван — 3 квітня 2012, Вінніпег) — єпископ Української греко-католицької церкви; з 9 березня 1993 року по 9 січня 2006 року — Митрополит Вінніпезький.

## Життєпис
Михаїл Бздель народився 21 липня 1930 року у містечку Вішарт (Канада) одинадцятим з чотирнадцятьох дітей у родині. Після закінчення початкової школи продовжував навчання у Колегії Св. Володимира у Робліні, Манітоба, де й завершив середню освіту в 1947 році. Цією малою семінарією-колегією керували отці-редемптористи, які, звичайно, мали вплив на духовний розвиток молодого Михайла Бзделя.
8 вересня 1947 року Михаїл Бздель вступив у новіціят отців-редемптористів і 23 вересня прийняв облечини. Через рік склав тимчасові обіти й розпочав богословський та філософський вишкіл у семінарії Святої Марії у Вотерфорд-Медоувейл, Онтаріо. Довічні обіти склав 19 серпня 1952 року. Через півтора року, 13 лютого 1954 року в церкві Пресвятої Євхаристії (Торонто), Преосвященний Владика Ізидор Борецький, Єпарх Торонтський та всієї Східної Канади, уділив йому піддияконські свячення. Через два дні, 15 лютого 1954 року, був висвячений на диякона Єпископом Ізидором у каплиці тієї ж семінарії.
На Різдво Івана Хрестителя, 7 липня 1954 року, диякон Михаїл отримав ієрейські свячення, які уділив Єпископ Андрей Роборецький у церкві Святої Марії у Йорктоні, Саскачеван, а вже через рік став сотрудником у Йорктоні та околицях.
У вівторок, 29 березня 1992 року, Апостольська Столиця номінувала отця Михаїла Бзделя, ЧНІ, Архієпископом Вінніпезьким для українців-католиків у Канаді. 9 березня 1993 року відбулася його інтронізація на Вінніпезький Митрополичий престіл.
9 січня 2006 року у Ватикані було повідомлено про те, що Святіший Отець Бенедикт XVI поблагословив рішення Синоду Єпископів Української греко-католицької церкви і згідно із кан. 210 Кодексу Канонів Східних Церков, прийняв зречення з уряду Високопреосвященного Архієпископа Михаїла (Бзделя), Митрополита Вінніпезького.